# Рискулово (Казахстан)
Риску́лово (каз. Рысқұлов) — село у складі Талгарського району Алматинської області Казахстану. Входить до складу Алатауського сільського округу.
Населення — 3701 особа (2021; 2979 у 2009, 2387 у 1999, 2100 у 1989).